# فين برات
فين برات (بالإنجليزية: Finn Pratt)‏ هو موظف مدني أسترالي، ولد في 1960.